# 미국 우주군
미국 우주군(美國宇宙軍, 영어: United States Space Force, U.S. Space Force, USSF)은 미국 공군우주사령부(Air Force Space Command, AFSPC)를 모태로 하여 2019년 12월 20일에 창설된 독립군종이다. 우주에서 미국의 국가 이익을 보호하고 우주로 다가오는 위협을 저지하며 미국의 자유로운 우주공간 이용을 보장하는 임무를 수행할 목적으로 창설되었다. 미합중국 미국 국방부 및 공군부 소속으로, 육군, 해군, 공군, 해병대, 해안경비대에 이은 6번째 군종이다.
우주군은 8,600명의 군인으로 구성된 미국의 가장 작은 군대이다. 우주군은 GPS, 스페이스펜스, 군사위성통신 별자리, X-37B 우주비행기, 미국 미사일경보시스템, 미국 우주감시망, 위성관제망 등 다양한 프로그램에 걸쳐 총 77대의 우주선을 운용하고 있다. 골드워터-니콜스 법에 따라 우주군은 우주군을 조직하고 훈련시키고 장비를 갖추는 역할을 맡고 있으며, 이는 주로 미국 통합전투사령부에 제공된다.

## 임무
미국 우주군법은 우주군을 "우주에서 미국의 이익을 보호하고, 우주로 다가오는 침략을 저지하며," "신속하고 지속적인 우주 작전을 제공"할 수 있는 조직화되고 훈련되고 장비된 것으로 성문화했다, 그리고 우주 작전을 수행한다."
2020년 8월 10일, 우주군이 발표한 최고 교리인 '스페이스 파워: 우주군에 대한 교리'는 임무와 의무를 더욱 확장한다. 스페이스 파워에서 우주군은 우주력이 미국의 번영과 안보에 필수적인 이유를 명확히 하는 세 가지 주요역할을 정의하는데, 우주 분야에서의 행동의 자유 제공, 합동 치명성효과 달성, 국가 목표를 달성하는 미국의 리더십에 독립적인 선택권 제공이 있다. 우주 전력은 우주 안보, 전투 전력 투사, 우주 이동성 및 물류, 정보 이동성 및 우주 영역 인식이라는 우주군의 5가지 핵심 역량이 있다. 또한, 우주전력은 핵심역량에 필요한 7가지 우주전력 분야를 궤도전, 우주전자전, 우주전투관리, 우주접근 및 지속, 군사정보, 사이버작전, 엔지니어링 및 포착 등으로 나열하고 있다.

## 창설 배경

### 트럼프의 우주군 창설 선언
트럼프 대통령은 2018년 6월 18일, 우주의 안보적 의미, 향후 우주에서 미국의 우세한 지위 확보, 이러한 임무를 최전방에서 수행하기 위한 조직의  필요성 등 우주군 창설에 관한 여러가지 발언을 했다. “지금까지 미국은 우주개발을 주도해 왔고 중국과 러시아, 다른 국가들이 우주분야에서 미국을 앞서가는 것을 원치 않으며 미국이 우주에서 지배력을 가져야 한다”고 강조했다. 또한 “지구를 벗어난 우주에서, 미국의 운명은 국가정체성의 문제일 뿐만 아니라, 국가안보의 문제이기도 하다”고 우주개발 문제를 “국가안보의 문제”로 규정지었다. 이어 그는 공군과 별도로 독립된 우주군 창설을 선언했다. “미국을 지킨다는 차원에서 볼 때 미국이 우주에 존재하는 것만으로는 충분치 않으며 미국은 반드시 우주에서 우월한 지위를 확보해야한다”면서 “미국은 공군과 우주군을 갖게 될 것이며 공군과 우주군은 별개이지만 대등하다”고 말했다. 트럼프 대통령은 우주에서 미국의 패권을 확립하는 것을 목표로 독립된 별도의 군으로 ‘우주군’ 창설을 국방부에 지시했다. 우주 패권을 둘러싼 경쟁에서 지지 않겠다는 의사를 상대 국가에 명확히 밝힌 것이다.

### 우주군 창설 배경
미국 입장에서 "우주는 더 이상 평화로운 영역이 아니다."라는 명제를 뒷받침해주는 가장 중요한 이유는 러시아와 중국의  위협이다.  러시아와 중국은 미국의 군사 임무를 지원하는 위성과 막대한 부를 창출하는 민간/상용위성을 무력화시킬 수 있기 때문이다.  또한 우주에는 수많은 군사 장비가 배치되어 있는데 대표적인 것이 인공위성이다.  우주자산이 공격이나 충돌에 의해 파손된다면 가장 큰 피해를 보는 국가는 미국임에 틀림없다. 고가 우주자산의 손실, 막대한 경제적 부와  군사적 부를 창출하는 수단과 기회의 상실, 러시아와 중국에게 우주시장 침식 등 삼중고를 겪게 될 것이다. 우주위협이 증대하고 있는 반면 민간기업의 우주진출 기회와 상업적 활용성은 급격히  증가해 가고 있다. 우주진출 기회를 확대하는 상황에서 우주위협의 증가는 미국이 우주상황인식 능력 증대를 통해 우주교통을 관리하고 안전을 확보해야 하는 당위성을 설명해 주고 있다.  기존의 공군이든 새로이 창설되는 우주군이든 우주임무 수행의 필요성이 있음은 분명해 보인다.

## 역사

### 창설 이전 역사
미국 우주군은 냉전이 시작되던 1945년에 시작된 첫 번째 미군 육군 항공대 우주 프로그램에 그 뿌리가 있다.
1954년, 버나드 슈리버 장군 휘하의 서부 개발 사단(Western Development Division)이 미국 군대 내에서 최초의 전용 우주 조직으로 설립되었다. 이는 현재 우주군의 우주 미사일 시스템 센터로 이어지고 있다.
1982년 9월 1일 공군 우주 사령부가 설립될 때까지 여러 개의 다른 공군 주요 사령부 아래에 군사 우주 부대가 조직되었다.
1982년 포클랜드 전쟁, 1983년 미국의 그레나다 침공, 1986년 미국의 리비아 폭격, 1989년 미국의 파나마 침공 동안 미국 우주군은 베트남 전쟁에서 처음으로 전투 지원 작전을 수행하기 시작했고 위성 통신, 날씨, 그리고 항해 지원을 했다. 우주군의 첫 번째 주요 활용은 걸프전에서 정점을 찍었고, 이때 미국 주도 연합군에게 매우 중요한 것으로 입증되어 이는 첫 번째 "우주 전쟁"이라고 불리기도 한다.
1958년에 처음으로 군사 우주 복무기관을 만드는 것에 대한 논의가 있었고, 1982년에 로널드 레이건 대통령에 의해 전략적 방위 계획의 일환으로 거의 설립되었지만, 그 생각은 조약 준수에 대한 우려와 함께 사라졌다.
2001년 우주위원회는 2007년에서 2011년 사이에 우주군단의 창설을 주장했지만, 오바마 행정부에 의해 어떠한 조치도 취해지지 않았다.

### 창설 및 창설 이후 역사
2018년 6월, 도널드 트럼프 대통령이 국가우주위원회에서 공군으로부터 우주군을 분리 독립시키겠다고 발표했다.
2018년 8월 9일, 트럼프 대통령이  2019년 회계연도 국방수권법(NDAA, National Defense Authorization Act)에 서명하고 우주군 창설 예산을 국방비에 포함시켰다.
2018년 12월 18일,  트럼프  대통령이 우주사령부의 부활에 대한 행정각서를 국방장관에게 발송했다.  1985년 창설되었다가  9.11  테러  이후  대테러전쟁에  집중하면서 2002년 미전략사령부로 통합되었던 우주사령부를 부활시켜 우준군 창설을 준비했다.
2019년 2월 19일, 트럼프 대통령은 우주군 창설의 토대가 될 법안 마련을 지시하는 '우주정책지시4'에 서명했다.
2019년 8월 29일, 백악관에서 우주사령부 창설 선포 및 출범식 거행했고 존 레이먼드 공군대장이 우주사령관으로 발탁되었다.
2019년 12월 11일,  하원은 2020 회계연도 국방예산법안, 즉 국방수권법안을 찬성 377표, 반대 48표로 처리해 상원에  제출,  상원은 12월 17일 이를 찬성 86표, 반대 8표의 압도적 지지로 승인하고 대통령에게 제출했다.
2020년 1월 14일, 우주군 첫 참모총장에 공군 우주사령관 존 레이먼드 공군 대장이 취임했다.
2019년 12월 20일, 트럼프 대통령이 미국 공군 우주사령부(AFSPC)를 미국 우주군(USSF)으로 지정하는 국방수권법에 서명했디다. 1947년 미국 공군 창설 이후 72년만에 새롭게 창설되는 미국의 군대로, 육군, 해군, 공군, 해병대, 해안경비대에 이은 6번째 군대가 되었다.
2020년 3월 26일, 우주군 창설 후 첫번째 군사위성이며 국가안보위성인 첨단 극고주파 위성(AEHF-6)을 아틀라스 V 로켓에 탑재하여 케이프 커내버럴 공군기지에서 발사했다.
2020년 4월 미국공군사관학교 86명의 생도가 우주군 소위로 임관했다.
2021년 9월 21일에 새로운 정복, 체련복, 계급장의 도안이 발표가 되었다.
2022년 12월 14일, 북한의 고도화된 미사일에 대한 대응능력을 강화하기 위해 주한 미우주군(SPACEFOR-KOR)이 오산 공군 기지에 정식으로 창설되었다.

## 휘장

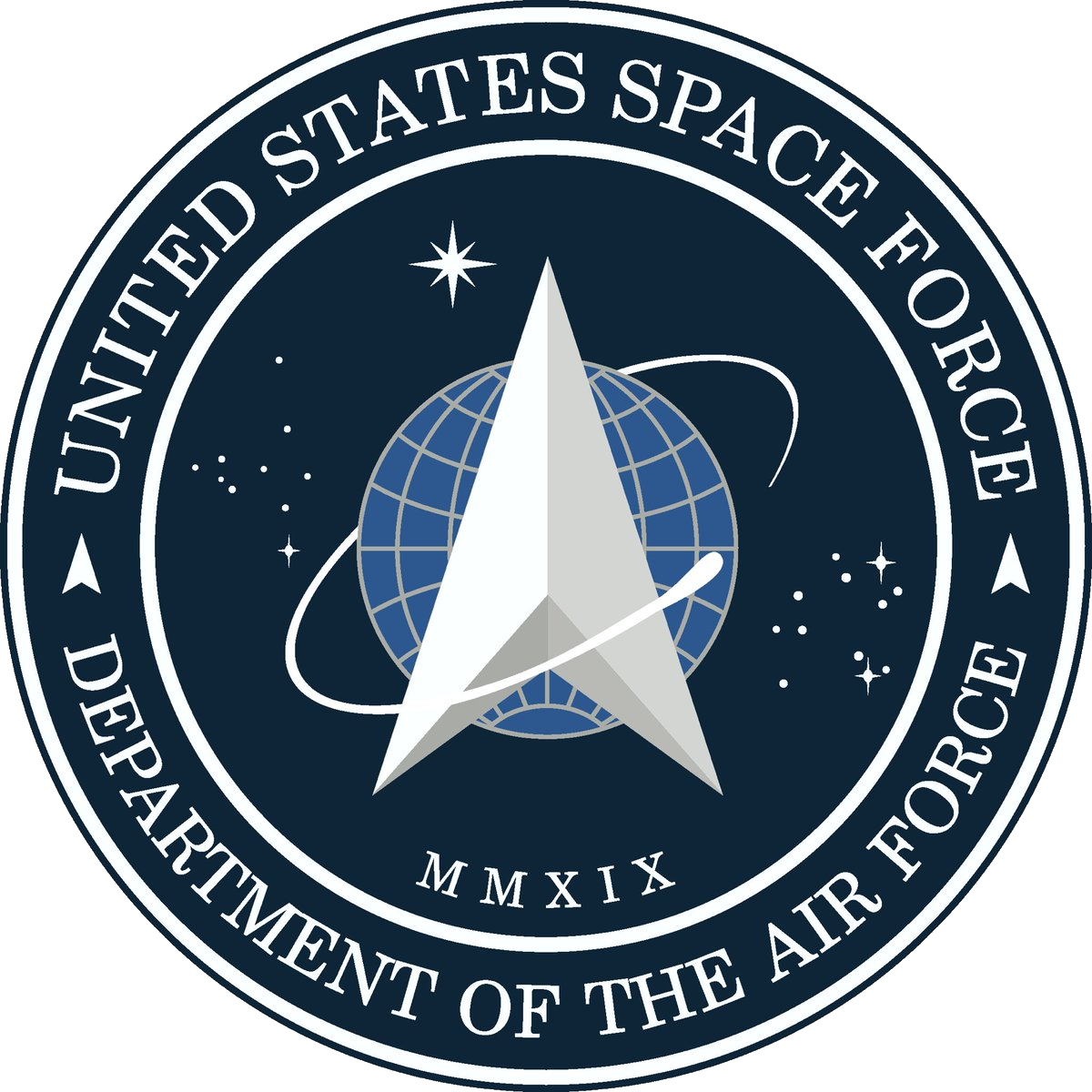
미합중국 우주군 휘장

### 묘사
흰색의 두 별자리 사이에 있는 검푸른 원 위에는 은빛 삼각주와 격자무늬가 있는 밝은 파란색 지구본이 그려져 있으며, 이 둘은 대각선으로 흰색 궤도 고리로 둘러싸여 있다. 원반 왼쪽 상단에는 흰색 북극성, 아래에는 흰색 아치형 로마 숫자 "MMXIX" 가 있다. 원을 둘러싸고 있는 테두리에는 검푸른 색의 띠가 있고 위쪽에는 "UNITED STATES SPACE FORCE", 아래쪽에는 "DEPARTMENT OF THE AIR FORCE"라는 문구가 흰색으로 표시되어 있다.

### 의미
짙은 파란색과 흰색이 결합하여 우주의 광대한 오목한 부분을 나타낸다. 델타 윙은 미 공군 우주 공동체의 초창기와 역사적 유대감을 환기시키며 변화와 혁신을 상징한다. 이는 또한 미 국방 전략과 국가 안보 우주 전략을 지원하는 모든 종류의 우주선을 나타낸다. 델타 내의 어둡고 밝은 회색 음영은 우주군의 24시간 운영을 구체화하는 한편, 델타의 배치와 위쪽 방향은 우주 영역을 방어하는 우주군의 중심 역할을 나타낸다. 지구본은 미국 우주군의 지상 기지를 상징하며 합동 전투기를 지원한다. 지구 주위의 타원 궤도는 우주 영역에서 나오는 모든 적과 위협으로부터 방어하고 보호하는 것을 의미한다. 또한 지속적인 기관 간 협력 및 제휴 파트너 관계를 나타낸다. 흰색 북극성은 보안의 안내 등을 상징하며 현재와 미래에 우주에 지속적으로 존재하고 경계하는 것을 암시한다 두 개의 작은 별 무리는 미국 우주군에 의해 개발되고, 유지되고, 운영되는 우주 자산을 나타낸다. 세 개의 큰 별은 우주군의 조직, 훈련, 장비 기능을 상징한다. 원형 암청색 바탕에 새겨진 디자인은 로마 숫자 MMXIX(2019)로 창설 연도를 나타낸다. 위에 "UNITED SATES SPACE FORCE", 아래에 "Department of the Air Force"라고 새겨진 지정 밴드는 모두 흰색으로 표시된다.

## 미 우주군가
<Semper Supra - 언제나 위에서>
We're the mighty watchful eye,
우리는 위대한 감시자들이며,
Guardians beyond the blue,
창공 너머의 수호자요,
The invisible front line,
보이지 않는 최전선이자,
Warfighters brave and true,
용감하고 진실된 전투원들이다
Boldly reaching into space,
대담하게 우주로 뻗는,
There's no limit to our sky
우리 하늘에 한계란 없나니
Standing guard both night and day,
밤낮으로 경계에 나서는
We're the Space Force from on high
우리는 우뚝 선 우주군이다

## 주요인물

### 수뇌부
| 대통령        | 국방장관      | 공군장관         | 우주군참모총장   | 우주군주임원사     |
| ------------- | ------------- | ---------------- | ---------------- | ------------------ |
|               |               |                  |                  |                    |
| 도널드 트럼프 | 피트 헤그세스 | 공석             | 챈스 솔츠먼 대장 | 로저 타우버만 원사 |
| Donald Trump  | Pete Hegseth  | Gary A. Ashworth | Chance Saltzman  | Roger A. Towberman |

### 주요직위자
우주군참모본부
- 참모총장 ★★★★ 챈스 솔츠먼
- 참모차장 ★★★★ 마이클 게틀린
- 참모장 ★★★ 니나 알마그노 (여성)
- 인사참모부장(민간인) 캐서린 켈리 (여성)
- 작전참모부장 ★★★ 디아나 버트 (여성)
- 전략자원참모부장 ★★★ 필립 개런트
- 기술혁신참모부장 (민간인) 리사 코스타 (여성)

미합중국 우주작전사령부
- 사령관 ★★★ 스테판 휘팅
- 서부 작전사령관 ★★ 더글라스 스키스
- 작전담당 부사령관 ★ 데빈 페퍼
- 지원담당 부사령관 ★ 카일 폴
- 기동보좌관 ★ 조디 메리트 (여성)
- 주방위군보좌관 ★★ 패트릭 코브

미합중국 우주시스템사령부
- 사령관 ★★★ (문서 기입 요망)
- 부사령관/우주프로그램책임연락관 ★ 제임스 코던

## 편제
미국 우주군은 미국 공군과 마찬가지로 민간 주도의 국방부 산하에 조직되고 관리된다. 공군성은 민간 정치인인 공군성 장관(SecAF)의 지도 아래 있다. 우주군 장성이 합동참모본부 의장이나 부위원장을 맡고 있지 않는 한 우주군 최고위 장교는 우주작전사령관(CSO)이다. 공군성 장관과 우주작전사령관은 주로 미국우주사령부의 통일된 명령체계 하에 우주군을 조직, 모집, 훈련 및 장비하는 것을 책임진다.
우주군의 야전 조직은 야전 사령부, 델타 또는 수비대, 그리고 중대의 세 가지 다른 지휘부로 구성된다. 야전 사령부는 특정 임무 초점에 맞추고 중장이나 소장이 지휘한다. 델타와 수비대는 델타의 경우 작전이나 훈련 등 특정 기능을 중심으로 조직되고, 수비대의 경우 시설 지원을 받으며 대령이 지휘한다. 중대는 특정 전술에 초점을 맞추고 있으며 중령이 지휘한다.

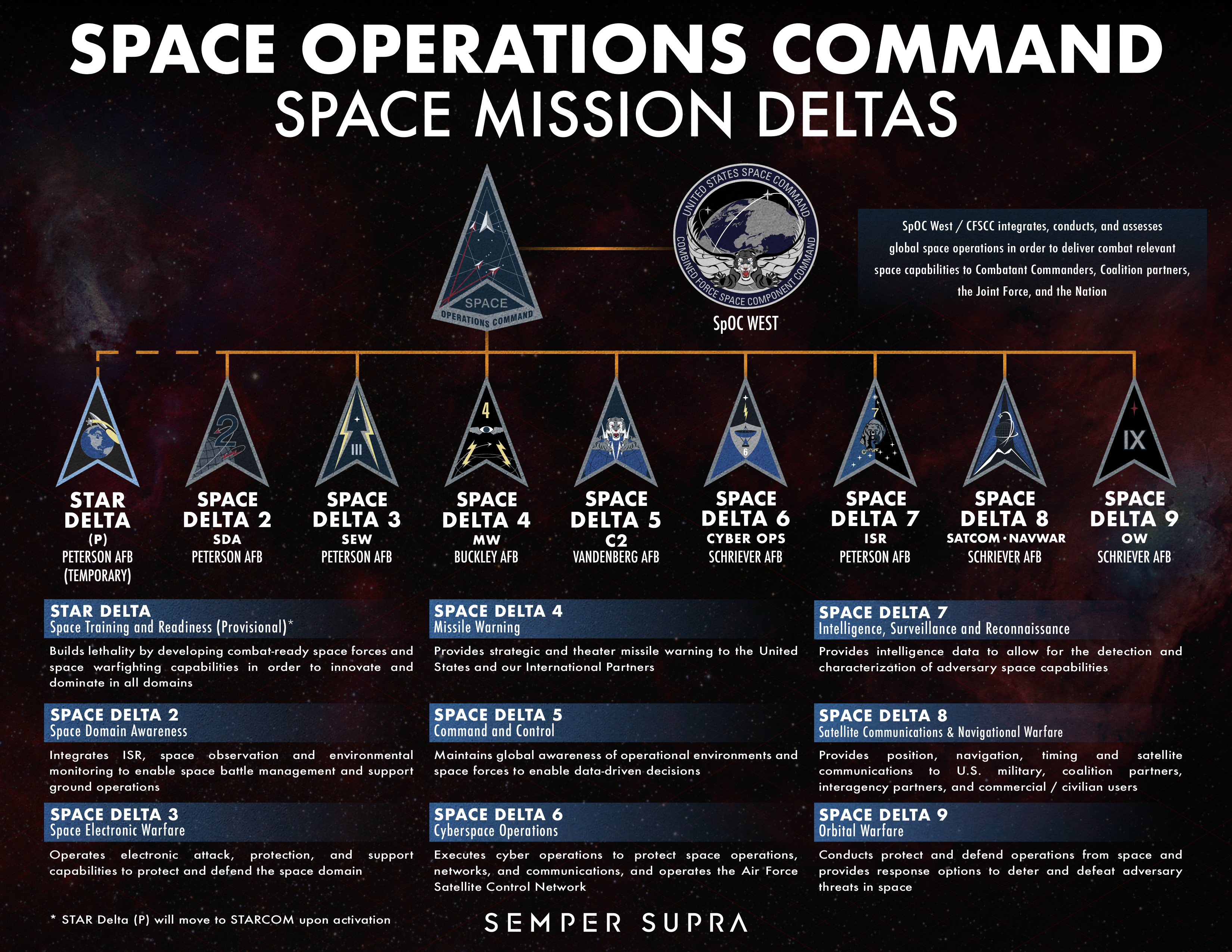
우주작전사령부 구조도

### 우주작전사령부 (Space Operations Command, SpOC)
우주 작전 사령부(SpOC)는 미국 우주군의 제1 야전 사령부이다. 현재 지휘관은 Stephen N. Whiting 중장이다. 2020년 10월 21일에 미국 우주군 본부를 재지정함으로써 설립되었다. 주로 우주 작전, 사이버 작전, 정보 작전, 그리고 기지의 관리를 담당하고 있다. .

우주시스템 사령부 휘장

| 명칭           | 명칭                | 기능                              | 본부                                    |
| 사령부         | 사령부              | 사령부                            | 사령부                                  |
| -------------- | ------------------- | --------------------------------- | --------------------------------------- |
|                | 우주작전사령부      | 우주, 사이버, 정보 작전, 전투지원 | Peterson Space Force Base, Colorado     |
|                | 서부 우주작전사령부 | 우주 전투 작전                    | Vandenberg Space Force Base, California |
| 우주 델타      |                     |                                   |                                         |
|                | 우주델타2           | 우주 영역 인식                    | Peterson Space Force Base, Colorado     |
|                | 우주델타3           | 우주 전자전                       | Peterson Space Force Base, Colorado     |
|                | 우주델타4           | 미사일 방어                       | Buckley Space Force Base, Colorado      |
|                | 우주델타5           | 지휘통제                          | Vandenberg Space Force Base, California |
|                | 우주델타6           | 사이버우주 작전                   | Schriever Space Force Base, Colorado    |
|                | 우주델타7           | 정보, 감시 및 정찰                | Peterson Space Force Base, Colorado     |
|                | 우주델타8           | 위성 통신 및 항법                 | Schriever Space Force Base, Colorado    |
|                | 우주델타9           | 궤도 교전                         | Schriever Space Force Base, Colorado    |
|                | 우주델타15          | 지휘통제                          | Schriever Space Force Base, Colorado    |
|                | 우주델타18          | 미국 국립 우주정보 센터           | Wright-Patterson Air Force Base, Ohio   |
| 우주 기지 델타 |                     |                                   |                                         |
|                | 우주 기지 델타1     | 임무 및 의료지원                  | Peterson Space Force Base, Colorado     |
|                | 우주 기지 델타2     | 임무 및 의료지원                  | Buckley Space Force Base, Colorado      |

### 우주시스템사령부 (Space System Command, SSC)
우주 시스템 사령부(SSC)는 우주군의 포착, 공학학, 연구 개발, 발사 활동을 위한 야전 사령부이다. 현재 지휘관은 마이클 게틀린 중장이다. SSC는 1954년 7월 1일 버나드 슈리버 장군 휘하 항공연구개발사령부 서부개발부로 창설된 가장 오래된 우주 조직이다. SSC는 2개의 우주 발사 델타, 6개의 국장, 1개의 사단, 1개의 수비대를 지휘한다. 우주시스템사령부 휘장은 우주작전사령부와 구별하기 위해 금색으로 테두리를 두른 것으로 우주발사 활동에 필요한 완벽함을 상징한다.

우주훈련즉응사령부 휘장

| 명칭                | 명칭                          | 기능 | 본부                                    |  |
| 사령부              | 사령부                        | 사령부 | 사령부                                  |  |
| ------------------- | ----------------------------- | --- | --------------------------------------- |  |
|                     | 우주시스템사령부              | 포착, 공학, 연구개발, 발사                                                                                           | Los Angeles Air Force Base, California  |  |
| 발사 델타           |                               | |                                         |  |
|                     | 발사 델타 30                  | 발사, 서부 부대 관리, 임무 및 의료 지원                                                                              | Vandenberg Space Force Base, California |  |
|                     | 발사 델타 45                  | 발사, 동부 부대 관리, 임무 및 의료 지원                                                                              | Patrick Space Force Base, Florida       |  |
| 우주 기지 델타      |                               | |                                         |  |
|                     | 우주 기지 델타                | 임무 및 의료 지원 | Los Angeles Air Force Base, California  |  |
| 부서                |                               | |                                         |  |
|                     | 전략 경고 및 감시 시스템 부서 | 지상 기반 레이더, 미사일 경고, 우주 영역 인식, 미사일 방어 및 공유 조기 경고 기능에 대한 인프라 개발, 테스트 및 지원 | Hanscom Air Force Base, Massachusetts   |  |
| 포트폴리오 설계부서 | 포트폴리오 설계부서           | 혁신적인 개발, 파트너십, 기능 통합, 시스템 엔지니어링 시스템, 포트폴리오 통합                                        | Los Angeles Air Force Base, California  |  |
| 개발 군단           | 개발 군단                     | 혁신 및 프로토타이핑, 전략 시스템                                                                                    | Los Angeles Air Force Base, California  |  |
| 생산 군단           | 생산 군단                     | 사용자 장비, C2 시스템, LEO 부서, MEO 부서, Geo 부서                                                                 | Los Angeles Air Force Base, California  |  |
| 기획 군단           | 기획 군단                     | 발사 기획, 제품 지원 기획, 통신 기획, 기획 안정성, 기획 엔지니어링                                                   | Los Angeles Air Force Base, California  |  |
| Atlas 군단          | Atlas 군단                    | 공무, 인력 및 인사, 인재 관리, 재무, 계약, 직원, 경영 운영, 전략 커뮤니케이션, 비즈니스 혁신, 보안                   | Los Angeles Air Force Base, California  |  |
| 특별 프로그램       | 특별 프로그램                 | 특수 기능, CSMO, 미래 기술, 우주 영역 인식, 우주 전쟁                                                                | Los Angeles Air Force Base, California  |  |

### 우주훈련즉응사령부 (Space Training and Readiness Command, STARCOM)
2021년 8월 23일에 출범함 우주 훈련 및 준비 사령부는 가장 최근에 만들어진 야전 사령부이다. 주요 역할은 우주군에 특화된 훈련, 교육, 시험 및 평가 및 교리 개발이다.이 부대는 숀 N. 브래튼 준장이 지휘한다. 2021년 이후, 각각 대령이 지휘하는 5개의 우주 작전 델타가 소속되어있다.
| 명칭   | 명칭               | 기능                                  | 본부                                                                                   |
| 사령부 | 사령부             | 사령부                                | 사령부                                                                                 |
| ------ | ------------------ | ------------------------------------- | -------------------------------------------------------------------------------------- |
|        | 우주훈련즉응사령부 | 훈련, 교육, 시험 및 평가 및 교리 개발 | Peterson Space Force Base, Colorado Subject to change by USAF Strategic Basing Process |

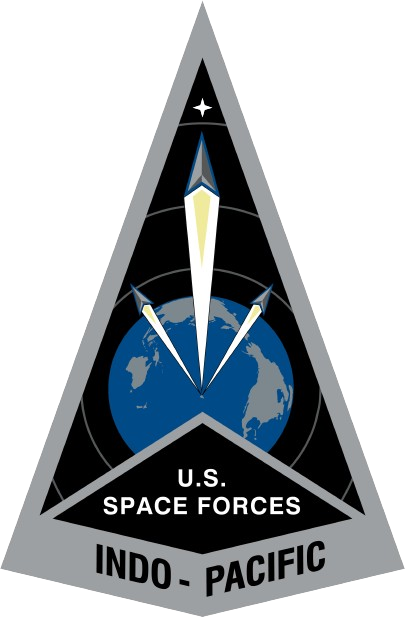
미국 인도-태평양 우주군 휘장

| 델타   |                    |                                       |                                                                                        |
|        | 우주델타1          | 우주 훈련                             | Vandenberg Space Force Base, California                                                |
|        | 우주델타10         | 우주 교리 및 워게임                   | United States Air Force Academy, Colorado                                              |
|        | 우주델타11         | 대항군                                | Schriever Space Force Base, Colorado                                                   |
|        | 우주델타12         | 시험 및 평가                          | Schriever Space Force Base, Colorado                                                   |
|        | 우주델타13         | 교육                                  | Maxwell Air Force Base, Alabama                                                        |

### 미국 인도-태평양 우주군 (United States Space Forces Indo-Pacific)
미국 인도-태평양 우주군은 미국 인도-태평양 사령부 소속의 야전 사령부이다. 미 인도태평양사령부 목표를 지원하기 위해 안보협력을 포함한 모든 군사작전에 걸친 우주작전을 계획, 조정, 지원, 고용을 수행한다. 2022년 11월 22일 진주만 합동 기지에서 출범하였다.

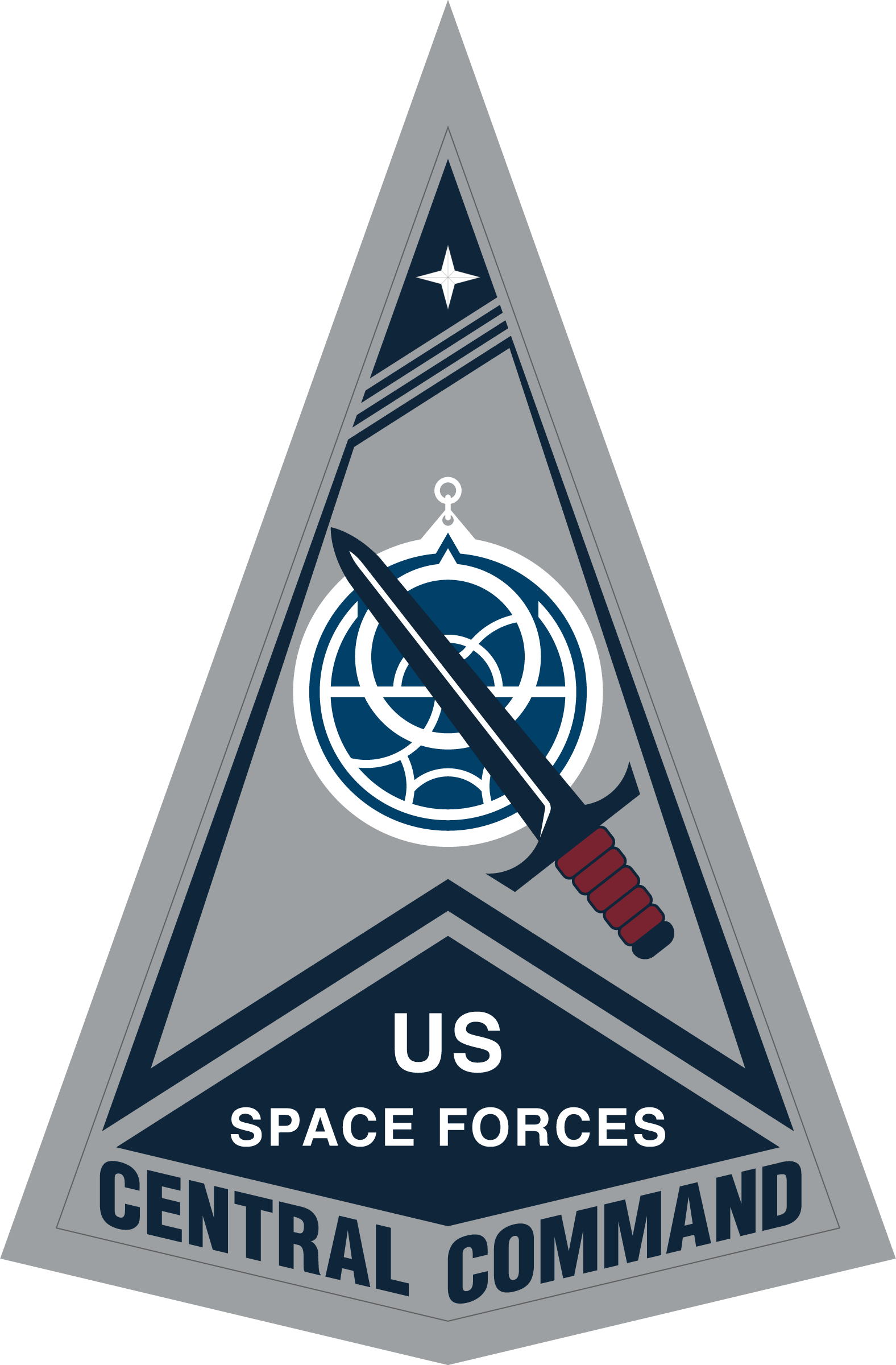
미국 우주군 중부 사령부 휘장

| 명칭        | 명칭                    | 기능                  | 본부                                    |
| 사령부      | 사령부                  | 사령부                | 사령부                                  |
| ----------- | ----------------------- | --------------------- | --------------------------------------- |
|             | 미국 인도-태평양 우주군 | 인도태평양사령부 지원 | Joint Base Pearl Harbor–Hickam, Hawai'i |
| 야전 사령부 |                         |                       |                                         |
|             | 주한 미국 우주군        | 주한 미군 지원        | Osan Air Base, Korea                    |

### 미국 우주군 중부사령부(United States Space Forces Centrall)
미국 우주군 중부사령부는 맥딜 공군기지에 본부를 둔 미국 중부사령부 소속의 야전사령부이다. 미 중부사령부 목표를 지원하기 위해 안보협력을 포함한 군사작전 전반에 걸친 우주작전을 계획, 조정, 지원, 고용 등을 수행한다. 2022년 12월 2일 맥딜 공군기지에서 열린 활성화식에서 활성화되었다.
| 명칭   | 명칭                   | 기능            | 본부                    |
| 사령부 | 사령부                 | 사령부          | 사령부                  |
| ------ | ---------------------- | --------------- | ----------------------- |
|        | 미국 우주군 중부사령부 | 미국 중부사령부 | MacDill Air Force Base, |

### 직접 보고 부대 (Direct reporting units)
직접 보고 부대는 우주 운영 책임자에게 직접 보고한다. 통신을 위한 중간 지휘 체계를 생략한다.
| 명칭             | 기능                                                   | 본부                                |
| 직접 보고 부대   | 직접 보고 부대                                         | 직접 보고 부대                      |
| ---------------- | ------------------------------------------------------ | ----------------------------------- |
| 우주신속능력실   | 신속한 연구, 개발 및 우주 능력 제공.                   | Kirtland Air Force Base, New Mexico |
| 우주개발청       | 상업적 연구개발 및 조달을 통한 국방 우주 아키텍쳐 활용 | The Pentagon, Washington, D.C.      |
| 우주전쟁분석센터 | 워게이밍                                               | Washington, D.C.                    |

## 상세

### 인사
2019년 12월 20일, 구 공군 우주사령부의 모든 구성원들이 미국 우주군에 배치되었다. 미국 육군, 미국 해군, 미국 해병대, 미국 공군의 구성원들도 우주군에 파견되었다. 우주군 창설 당시 총 16,000명의 군인과 민간인이 우주군에 배치되었다. 공군 우주비행사들은 2020 회계연도에 우주군으로 이전하기 시작했고, 육군 우주군, 해군 우주군, 해병대 우주군은 2022 회계연도에 이전하기 시작했다.
우주군은 우주 특화 작전, 지능, 엔지니어링, 포착, 과학, 사이버/커뮤니케이션 등을 포함한 우주군 핵심 특기의 경력을 만들고 있다. 우주군 지원을 위한 법무·의료·토목·물류·재무관리·보안·공공업무 등 지원 분야 특기는 공군에 의해 구체화된다.우주군 복무자들은 '가디언즈'라는 명칭을 가지고 있다. '가디언즈'라는 칭호는 공군 우주사령부의 1983년 좌우명인 '우주전선의 수호자'(Guardians of the High Frontier)로 거슬러 올라가며 우주 작전에서 오랜 역사를 가지고 있다. 이는 2020년 12월 18일 마이크 펜스 부통령이 우주군의 첫 생일을 기념하기 위해 발표했다. 일각에서는 이 명칭이 영화 가디언즈 오브 갤럭시를 본뜬 것 아니냐며 희화화하고 있다.

### 예산

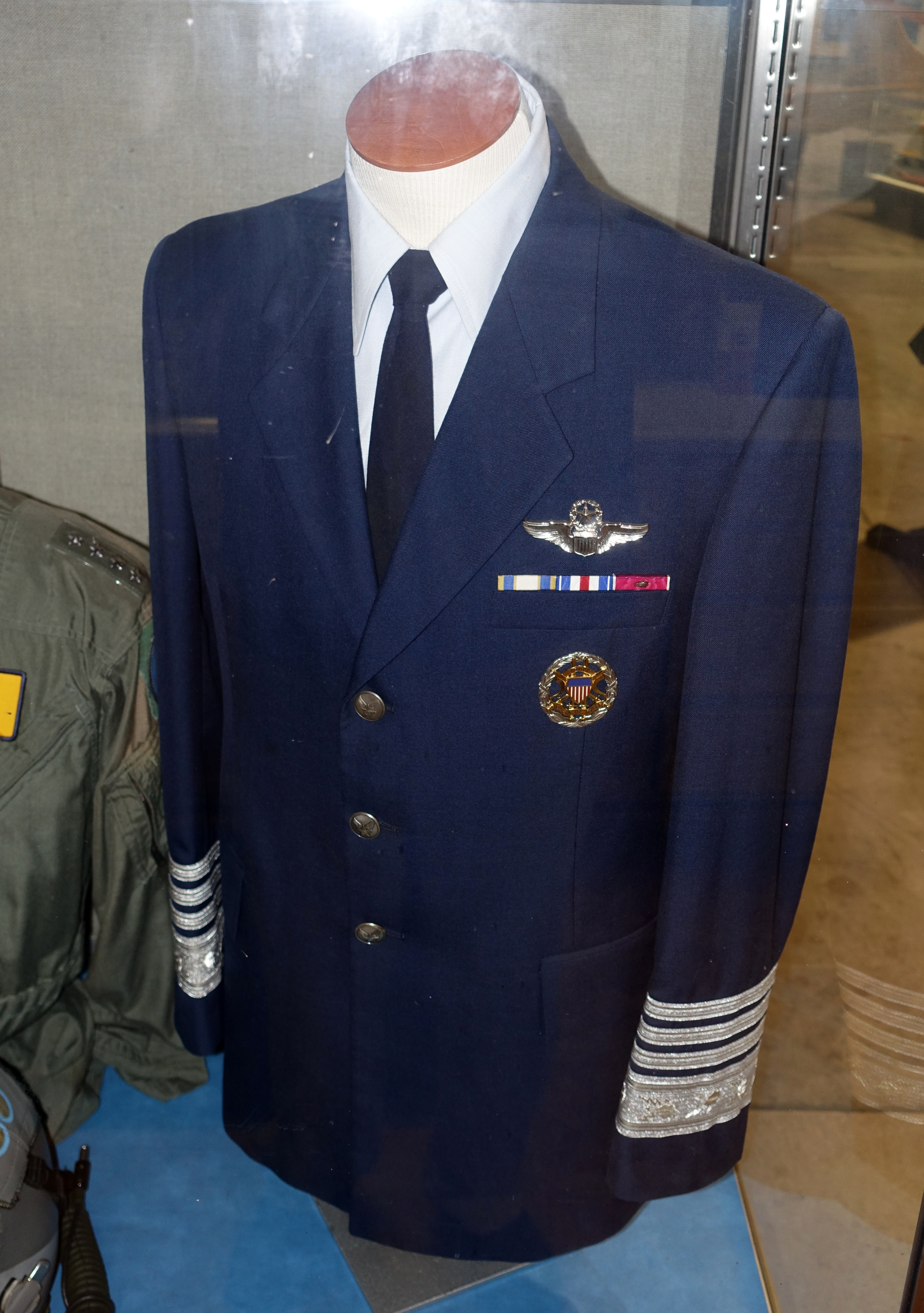
우주군 장교 정복

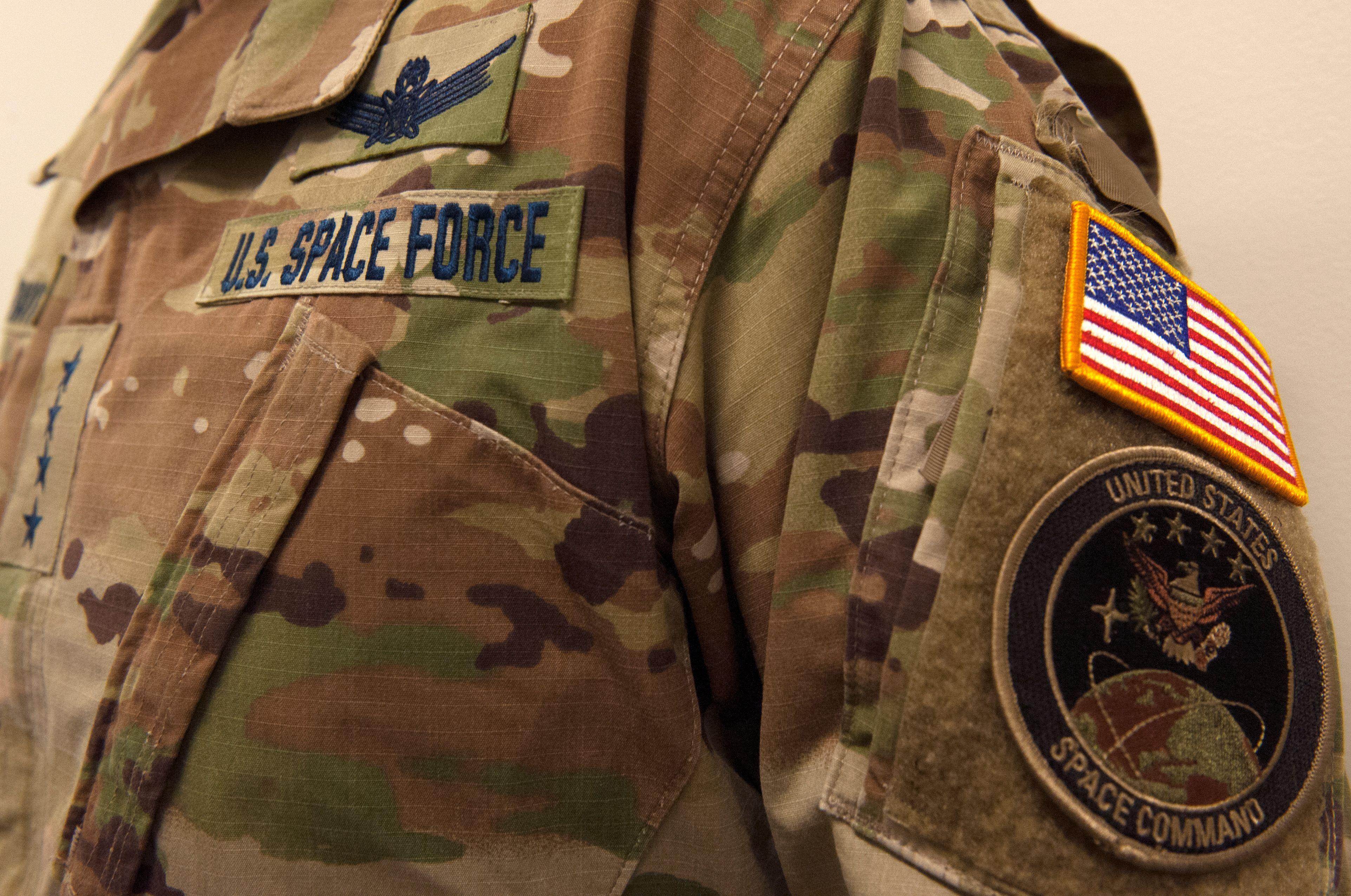
우주군 OCP 전투복

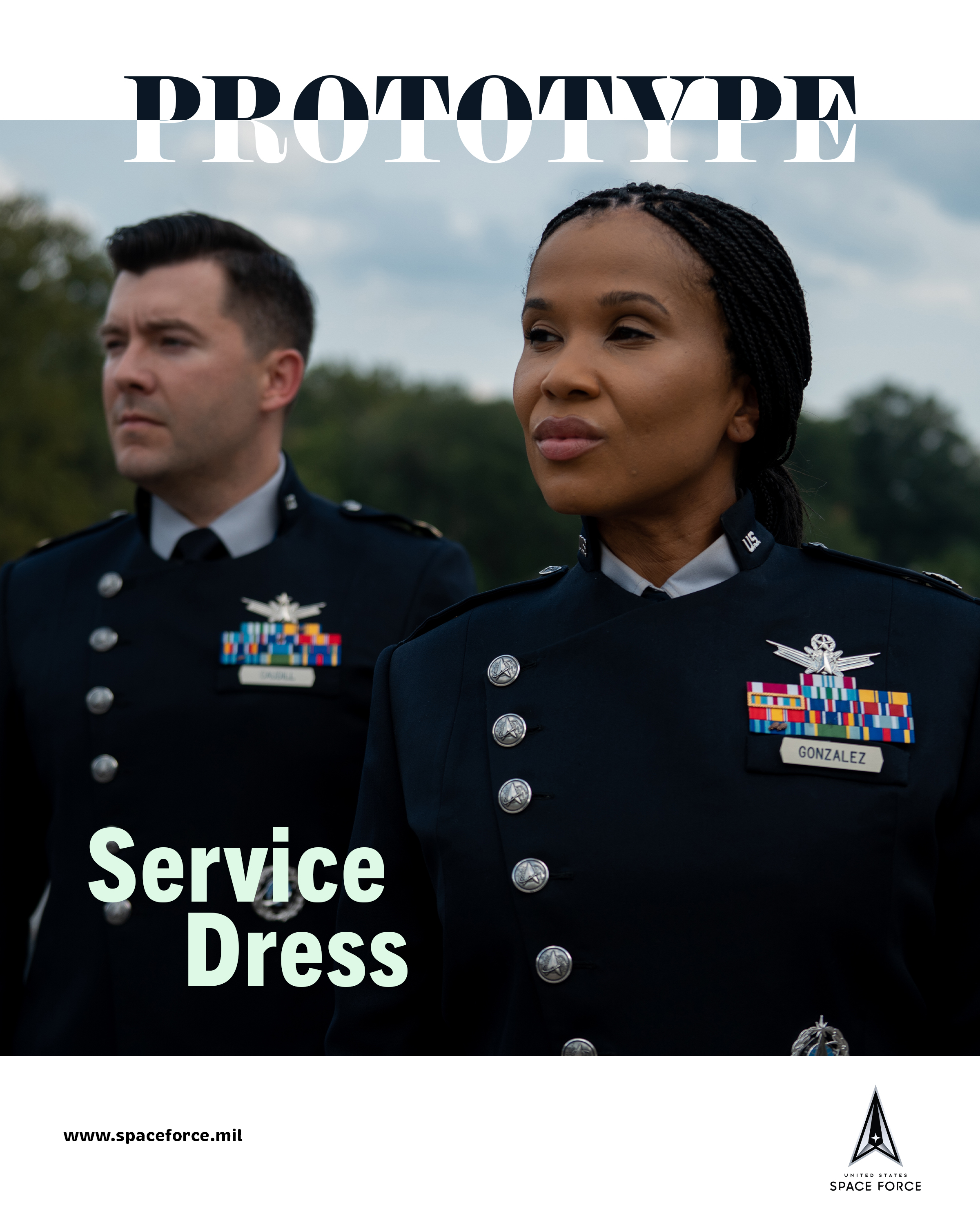
우주군 근무복

| 미국 우주군 예산         | 2020        | 2021            | 2022            | 2023 (예정)     |
| ------------------------ | ----------- | --------------- | --------------- | --------------- |
| 작전 및 지속지원         | $40,000,000 | $2,492,114,000  | $3,611,012,000  | $4,086,883,000  |
| 조달                     | —           | $2,310,994,000  | $2,787,354,000  | $4,462,188,000  |
| 연구, 개발, 시험 및 평가 | —           | $10,540,069,000 | $11,794,566,000 | $16,631,377,000 |
| 병력                     | —           | —               | —               | $1,109,400,000  |
| Total                    | $40,000,000 | $15,343,177,000 | $18,192,932,000 | $26,289,848,000 |

### 군복
우주군은 자체적인 정복, 근무복, 전투복 등의 도입을 시행하고 있는 단계지만, 그 사이 공군의 군복을 채택하여 사용하고 있다.
정복은 공식적인 저녁 행사와 공식 행사에 착용되며 파란색 메시 드레스 코트, 파란색 바지, 흰색 드레스 셔츠, 푸른색 허리띠와 나비 넥타이로 구성된다. 계급장은 장교들에게는 파란색 어깨판에, 사병들에게는 소매에 달린다. 장교들은 소매에 1⁄2 인치 (1.3 cm)의 장식용 수술이, 장군들은 3⁄4 인치 (1.9 cm)의 장식용 수술이 달려있다.
근무복장은 파란색 3버튼 코트와 은색 버클이 달린 파란색 벨트를 매치한 바지, 하늘색 긴팔 셔츠, 파란색 넥타이로 구성되어 있다. 근무복 코트에는 은색 명찰과 리본, 은색 'U.S.' 칼라 휘장, 미국 우주군의 라펠 휘장, 그리고 대형 배지가 달려 있다. 금속장교 계급장은 역시 어께 견장에 차고, 사병 계급장은 소매에 달린다. 장교들은 소매에 1⁄2 인치 (1.3 cm)의 장식용 수술을를 하고, 장군들은 1+1⁄2 인치 (3.8 cm) 길이의 파란색 장식용 수술이 달려있다.
우주군은 작전 위장 패턴(Operational Camouflage Pattern, OCP) 군복을 전투복으로 채택해 미 육군, 미 공군과 공유하고 있다. 우주군은 명찰, 병과, 계급장, 배지에 파란색 자수를 사용하는 것이 특징이다. 미 우주군, 야전사령부, 델타, 학교 또는 기타 본부 패치는 왼쪽 팔에 부착고, 배치된 자대의 패치는 오른쪽 소매에 착용한다. 우주군은 OCP 군복을 채택하면 완전히 새로운 군복을 설계하고 제작하는 비용을 절감할 수 있으며, 우주군은 육·해·공군과 함께 지상에 배치된다고 밝혔다.

## 같이 보기
- 미국 국방부
- 미국 공군
- 미국 우주사령부

## 참고문헌
1. ↑  Air Force, U.S. (2023년 1월 18일). 《Department of the Air Force FY 2023 Budget Overview》. U.S. Air Force.
2. ↑  “U.S. Space Force brochure” (PDF). U.S. Space Force. 2023년 4월 29일에 확인함.
3. ↑  United States House of Representatives (2019년 12월). 《"National Defense Authorization Act for Fiscal Year 2020"》.
4. ↑  Wright, Ashley M (2020년 8월 10일). “Space Force releases 1st doctrine, defines "spacepower" as distinct form of military power”. U.S. Space Force Public Affairs.
5. 1 2  김호식 (2018년 11월). 《미국  “우주군  창설”의  전략적  含意》. 한국항공우주학회. 527 - 528쪽.
6. ↑  “트럼프, '우주군'(Space Force) 창설을 선언하다”. 연합뉴스. 2018년 6월 19일. 2023년 5월 1일에 확인함.
7. 1 2 3  Neufeld, Jacob (1990). 《The Development of Ballistic Missiles in the United States Air Force 1945–1960》. Washington, D.C.: Office of Air Force History.
8. 1 2 3 4  김, 호식 (2020). 《미국 “우주군 창설” 추진현황》 Vol.2020 No.7판. 한국항공우주학회. 495-497(3쪽)쪽.
9. ↑  김, 태훈 (2020년 4월 19일). “미국 우주군, 창설 후 처음으로 신임 소위 86명 배속”. 세계일보. 2023년 4월 28일에 확인함.
10. ↑  “미합중국 우주군 웹사이트”.
11. ↑  “"Space Force Organization"”. United States Space Force.
12. ↑  United States Space Force. “"Space and Missile Systems Center"”. 2023년 5월 1일에 원본 문서에서 보존된 문서. 2023년 4월 30일에 확인함.
13. ↑  Lynn Kirby (2020년 6월 30일). “USSF field command structure reduces command layers, focuses on space warfighter needs”. United States Space Force Public Affairs. 2023년 4월 30일에 확인함.
14. ↑  Greg, Hadley (2022년 11월 2일). “Space Force to Establish Components for INDOPACOM, CENTCOM, Korea by End of 2022”. AirandSpace Forces Magazine. 2023년 5월 1일에 확인함.
15. ↑  “"How will the Space Force impact me"”. United States Space Force. 2023년 4월 28일에 확인함.
16. ↑  “What's the Space Force”. United States Space Force. 2023년 4월 28일에 확인함.
17. ↑  “Comprehensive plan for the Organizational structure of the US Space Force” (PDF). Department of the Air Force. 2020년 2월. 2023년 4월 28일에 확인함.
18. ↑  장진희 (2020년 12월 21일). “창설 1주년 된 미국 우주군, ‘가디언즈’로 불려… “마블 영화 따라했냐”는 지적도”. 어린이동아. 2023년 5월 1일에 확인함.
19. ↑  Oriana, Pawlyk (2020년 9월 15일). “The Space Force Will Soon Let Some Members Test Out Dress, PT Uniforms”. Military.com. 2023년 5월 1일에 확인함.
20. 1 2  Fedrigo, John A. (2020년 9월 15일). “Air Force Guidance Memorandum to AFI 36-2903, Dress and Personal Appearance of Air Force Personnel” (PDF). Department of the Air Force. 2021년 8월 14일에 원본 문서 (PDF)에서 보존된 문서. 2023년 5월 1일에 확인함.
21. ↑  Oriana, Pawlyk (2020년 8월 27일). “Space Force Now Has an Official Uniform”. Military.com. 2023년 4월 27일에 확인함.